# Șuleakî, Kozeleț
Șuleakî (în ucraineană Шуляки) este un sat în comuna Lemeși din raionul Kozeleț, regiunea Cernihiv, Ucraina.

## Demografie
Componența lingvistică a localității Șuleakî
     Ucraineană (99,52%)
     Alte limbi (0,48%)
Conform recensământului din 2001, majoritatea populației localității Șuleakî era vorbitoare de ucraineană (99,52%), existând în minoritate și vorbitori de alte limbi.